# Monteros Hill
Monteros Hill ist ein Hügel der Insel Antigua, im Inselstaat Antigua und Barbuda.

## Geographie
Der Hügel erreicht eine Höhe von 152 m. Er liegt im Westen der Insel im Parish of Saint Mary, nördlich von Jennings und überblickt die New Division Bay im Westen.